# 六甲四
鹿豹座VZ，又名BD+82 201，HD 55966、SAO 1179、HR 2742，是鹿豹座的一颗恒星，视星等为4.96，位于銀經131.42，銀緯28.18，其B1900.0坐标为赤經7h 10m 3.1s，赤緯+82° 28.18′ 16″。